# Lesothosaurus diagnosticus
Il lesotosauro (Lesothosaurus diagnosticus Galton, 1978) era un piccolo dinosauro erbivoro vissuto nel Giurassico inferiore in Sudafrica e in Lesotho.

## Descrizione

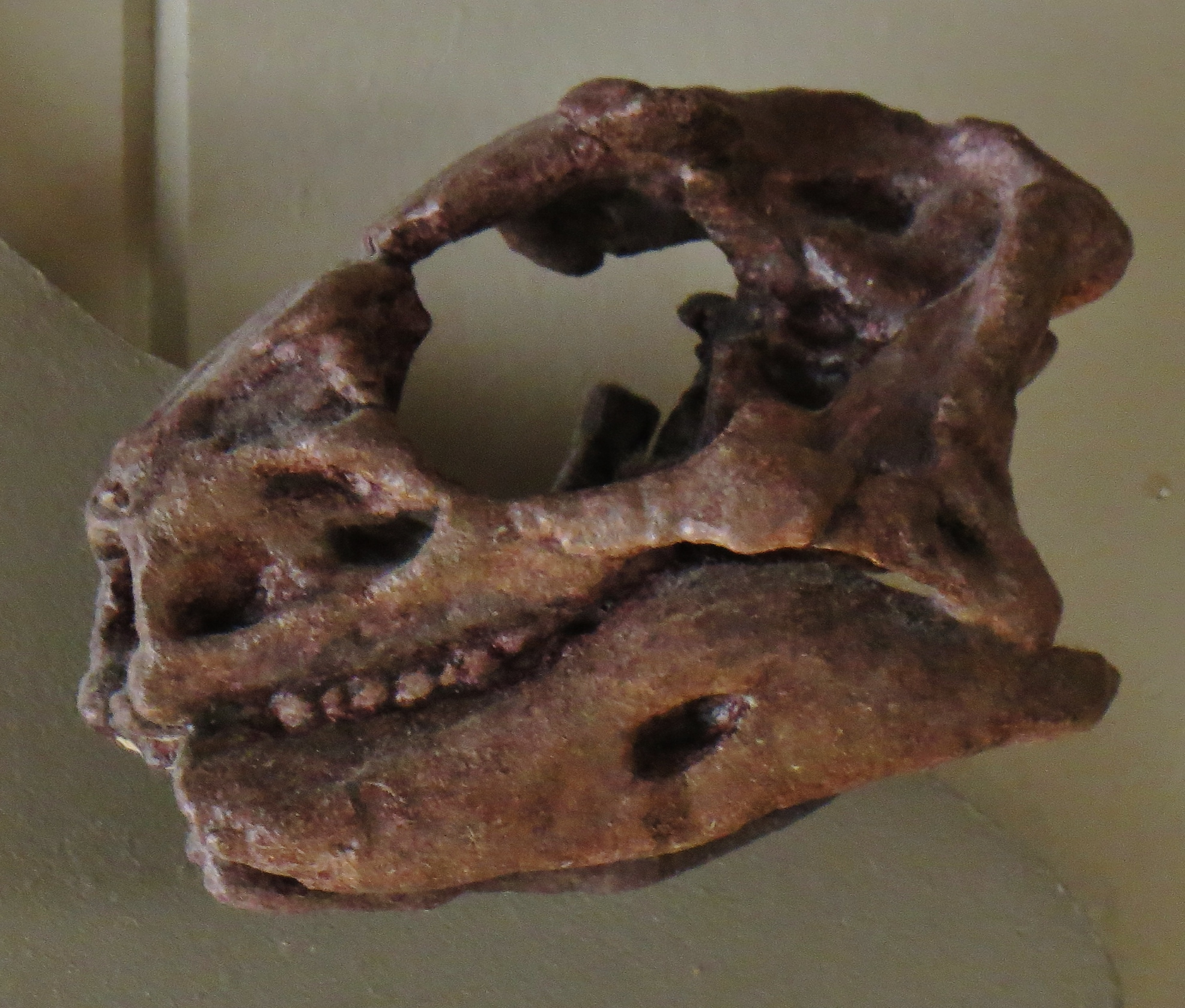
Cranio di Lesothosaurus diagnosticus

Questo dinosauro era lungo circa un metro, era dotato di lunghe zampe posteriori robuste, che gli permettevano con tutta probabilità una corsa veloce, zampe anteriori corte e una lunga coda forse irrigidita dai tendini. Il cranio era piccolo e dotato di grandi orbite, e i denti erano a forma di foglia. Il lesotosauro è considerato uno dei più primitivi dinosauri ornitischi mai ritrovati: tra le caratteristiche antiquate, l'assenza di tasche guanciali che avrebbero permesso di trattenere il cibo nella bocca e quindi di evitare in maggior misura la dispersione del cibo.
Esso presentava zampe posteriori lunghe e veloci, arti anteriori corti, che usava per appoggiarsi a terra quando doveva mangiare, con 5 dita. La coda affusolata era indurita da tendini, il collo era molto flessibile e la testa aveva la sagoma di un triangolo allungato con, in posizione laterale, due grandi occhi. Quando mangiava si poggiava sulle zampe anteriori, pronto per scattare appena c'era traccia di pericolo.

## Classificazione
Il lesotosauro è stato scoperto negli anni '70 del secolo scorso; alcuni anni prima, nel 1964, era stata scoperta una parte di mascella, sempre negli stessi luoghi, a cui era stato attribuito il nome di Fabrosaurus australis. Molto probabilmente Fabrosaurus e Lesothosaurus sono lo stesso animale, ma la mancanza di caratteri diagnostici nella mascella trovata negli anni '60 non permette di includere il genere Lesothosaurus nel genere Fabrosaurus.